# Rígani (Agrínio, Étolie-Acarnanie)
Paravóla, en grec moderne : Ρίγανη, est un village du dème d'Agrínio dans le  district régional d'Étolie-Acarnanie en Grèce.
Selon le recensement de 2011, la population du village compte 401 habitants .